# Jan Tadeusz Lenartowicz
Jan Tadeusz Lenartowicz (ur. 25 stycznia 1877 w Warszawie, zm. 23 stycznia 1959 w Krakowie) – polski dermatolog i wenerolog.

## Życiorys
Urodził się w rodzinie Romualda i Amalii z Lukasów, po ukończeniu gimnazjum rozpoczął studia na Wydziale Lekarskim Uniwersytetu Jagiellońskiego. Po uzyskaniu tytuły doktora nauk medycznych w 1902 wyjechał do Wiednia, a następnie do Paryża, gdzie pogłębiał swoją wiedzę. Po powrocie do Krakowa był asystentem w Katedrze Dermatologii Uniwersytetu Jagiellońskiego, a od 1905 przez pięć lat kierował oddziałem chorób skórnych i wenerycznych w szpitalu powszechnym w Przemyślu. W 1910 zamieszkał we Lwowie, gdzie został prymariuszem w tamtejszym szpitalu powszechnym. Od 1920 uzyskał na Uniwersytecie Lwowskim prawo veniam legendi do prowadzenia wykładów dermatologii i syfilidologii, rok później został tytularnym wykładowcą. W 1924 uzyskał tytuł profesora zwyczajnego, po roku powierzono mu stanowisko dyrektora uniwersyteckiej kliniki dermatologicznej. W roku akademickim 1931/1932 był dziekanem wydziału lekarskiego. Po zajęciu Lwowa przez Armię Czerwoną kontynuował pracę w klinice, a po wyparciu Rosjan przez Niemców podjął pracę w zorganizowanych w 1942 przez okupantów Kursach Medycznych (Staatliche Medizinische und Naturwissenschaftliche Fachkurse). Po opuszczeniu Lwowa znalazł się we Wrocławiu, gdzie na tamtejszym uniwersytecie wykładał w Katedrze Dermatologii. 
Zmarł w Krakowie. Spoczywa na cmentarzu Rakowickim kw. XXVa, płd.

## Dorobek naukowy
W 1930 przeprowadził w warunkach laboratoryjnych pierwsze na świecie przeniesienie kiły z człowieka na myszy, co pozwoliło mu stworzyć podstawy do badań nad kiłą bezobjawową i zjawiskiem nadkażenia. Opracował nowatorską metodę wykrywania i barwienia krętków bladych.

## Członkostwo
- członek korespondent Polskiej Akademii Umiejętności /1934/, członek czynny /1947/;
- członek przybrany Towarzystwa Nauk we Lwowie;
- członek honorowy Towarzystwa Dermatologicznego w Czechosłowacji i Jugosławii;
- członek korespondent Towarzystwa Dermatologicznego we Francji i na Węgrzech.